# COVID-19-Pandemie in Lettland
Die COVID-19-Pandemie in Lettland tritt als regionales Teilgeschehen des weltweiten Ausbruchs der Atemwegserkrankung COVID-19 auf und beruht auf Infektionen mit dem Ende 2019 neu aufgetretenen Virus SARS-CoV-2 aus der Familie der Coronaviren. Die COVID-19-Pandemie breitet sich seit Dezember 2019 von China ausgehend aus. Ab dem 11. März 2020 stufte die Weltgesundheitsorganisation (WHO) das Ausbruchsgeschehen des neuartigen Coronavirus als Pandemie ein.

## Verlauf
- Am 27. Februar 2020 wurde der erste COVID-19-Fall in Lettland bestätigt.[3][4]
- Am 3. April 2020 starb erstmals eine Person in Lettland am Virus.

## Statistik
Die Fallzahlen entwickelten sich während der COVID-19-Pandemie in Lettland wie folgt:

### Infektionen

Bestätigte Infizierte in Lettland nach Daten der WHO. Oben kumuliert, unten Tageswerte

### Todesfälle

Bestätigte Todesfälle in Lettland nach Daten der WHO. Oben kumuliert, unten Tageswerte

## Reaktionen und Maßnahmen
Vom 13. März bis zum 14. April 2020 schloss die Regierung alle Bildungseinrichtungen und verbot Massenversammlungen. Viele Konzerte und Veranstaltungen wurden abgesagt und auf andere Termine verschoben. Bis zum 20. März 2020 waren mindestens 1600 Kultur- und Unterhaltungsveranstaltungen abgesagt oder verschoben worden.
Nach dem erneuten Anstieg der Infektionszahlen in Lettland im Herbst 2020 verordnete die lettische Regierung, dass ab dem 24. Oktober 2020 die erlaubte Teilnehmerzahl bei Veranstaltungen, zunächst für zwei Wochen auf zehn Personen in Räumen und 100 Personen im Freien begrenzt ist. Darüber hinaus beschloss die Regierung, dass die Maskenpflicht an öffentlichen Orten ausgeweitet wird und zeitlich unbegrenzt gilt. Für die Zeit vom 9. November bis zum 6. Dezember 2020 wurde von der lettischen Regierung am 6. November 2020 zum zweiten Mal der Notstand ausgerufen. Am 2. Dezember 2020 verlängerte die lettische Regierung den bis 6. Dezember geltenden Notstand bis zum 11. Januar 2021. Die Schüler ab Klasse 5 werden seit dem 7. Dezember 2020 im Fernunterricht beschult. Ab dem 4. Januar 2021 müssen alle Schüler und Lehrer im Unterricht Masken tragen.
Am 17. Dezember 2020 verkündete die Regierung in Riga, dass alle Einzelhändler mit Ausnahme von Geschäften des täglichen Bedarfs vom 19. Dezember 2020 bis 11. Januar 2021 schließen müssen.